# Fujimi (Nagano)
Pour les articles homonymes, voir Fujimi (homonymie).
Fujimi (富士見町, Fujimi-machi) est un bourg du district de Suwa, dans la préfecture de Nagano, au Japon.

## Géographie

### Situation
Fujimi est situé dans une zone très montagneuse de la région de Suwa, dans le centre-est de Nagano, et comprend les monts Akaishi, dont le mont Nyukasa (1955 mètres), en partie sur son territoire.

### Démographie
Au 1er février 2015, la population de Fujimi s'élevait à 14 896 habitants répartis sur une superficie de 144,76 km2.

## Transports
Fujimi est desservi par la ligne Chūō de la JR East. La gare de Fujimi est la principale gare du bourg.